# Takt (Musik)

Zusammenhang von Grundschlag, Takt, Metrum und Rhythmus

Der Takt (von lateinisch tactus ‚Berührung‘, ‚Stoß‘) ist in der Musik eine zeitliche Gruppierung der Noten eines Musikstückes (z. B. der erste Takt des Stücks, der letzte Takt). Ein Stück wird also durch die Takte gegliedert. Wenn alle oder die meisten Takte eines Stückes oder Abschnittes die gleiche Gruppierung oder Taktart haben, dann wird dies auch als Takt des Stückes oder Abschnittes bezeichnet („dieses Stück steht im Dreivierteltakt“).
Der Takt (die Taktart) eines Stückes beschreibt in der Regel ein Muster gleicher Grundschläge und Zählzeiten, wodurch die grundlegende zeitliche Struktur des Stückes entsteht. Durch die wechselnden Notenwerte, die mit den Zählzeiten eines Taktes zusammenfallen oder aber von ihnen abweichen können, entstehen die Rhythmen des Stückes. Gefühlt wird der Takt in Musik europäischer Prägung durch regelmäßige Betonungen des Grundschlags, was auch als Puls bezeichnet wird.

## Erläuterung
Der Grundschlag unterteilt in der Musik die dahinfließende Zeit durch gleichmäßige (akustische) Impulse, den Grundschlag oder auch Puls. Der Grundschlag steht in enger Beziehung zum Metrum des akustischen Eindrucks. Während der Grundschlag durch die Schläge pro Minute (englisch Beats per minute) beschrieben wird, steht das Metrum für die Betonungsverhältnisse der akustischen Impulse in einem Musikstück. Damit beschreibt Metrik den Wechsel bzw. die Auf- oder Aneinanderreihung von betonten und unbetonten Tönen zu einem gleichmäßigen Puls.
Mit dem Rhythmus wird die Struktur der unterschiedlich nacheinander folgenden akustischen Impulse hinsichtlich ihrer Dauer, „lange und kurze“ Töne, das heißt der Notenwerte erfasst. Damit wird der Rhythmus zum zeitlichen Gestaltungs- und Ordnungsmuster der Musik. Rhythmus hat mindestens drei grundlegende Elemente:
- das Verhältnis von „langen und kurzen“ Tönen, dem eigentlichen Rhythmus, der die Beziehung und Folge der Dauer der Töne zueinander beschreibt.
- aus dem Verhältnis von „langsam und schnell“ ergibt sich das Tempo und somit die Dauer, die der einzelne Ton „gehalten“ werden soll.
- aus dem Verhältnis von akzentuiert und nicht akzentuiert („schwer und leicht“) ergeben sich die Takte.

Formal unterteilen Takte die Musik in zeitlich gleich lange Abschnitte oder Gruppierung von Noten innerhalb eines Musikstückes. Eine Gruppe von zusammengehörigen Grundschlägen oder Pulsen wird dann Takt genannt, wenn sich die Grundschläge zyklisch wiederholen. Eine bestimmte Anzahl von Grundschlägen wird in Takte unterteilt, der erste Schlag eines Taktes wird betont. Bei zusammengesetzten Takten kann es unterschiedliche Betonungs- bzw. Zählmuster geben.

In der Musiknotation ist ein Takt ein Musikabschnitt, der durch vertikale Linien begrenzt wird, die als Taktstriche bezeichnet werden und normalerweise einen oder mehrere wiederkehrende (zyklische) Schläge anzeigen.

## Taktart
Die Taktart definiert sich danach, wie viele Puls- oder Grundschläge eines Notenwertes zusammengehören. So enthält ein 4⁄4-Takt vier Grundschläge oder Zählzeiten im Wert je einer Viertelnote. Die obere Zahl der Taktangabe bedeutet also die Anzahl der Schläge im Takt, die untere Zahl bedeutet den Notenwert jedes dieser Schläge.
Zudem wird einer Taktart meistens eine metrische Struktur, also eine Betonungsordnung zugewiesen (daher auch der Name Akzentstufentakt; manchmal werden deshalb die Wörter Takt und Metrum gleichbedeutend verwendet). Im Fall des 4⁄4-Takts wäre das beispielsweise:
schwer – leicht – halbschwer – leicht
oder auch nur
schwer – leicht – schwer – leicht
Bestimmte Musikstile wie etwa der Swing verwenden hingegen eine Backbeat-Betonung, also:
leicht – schwer – leicht – schwer
Daniel Gottlob Türk hat das 1789 als „die richtige Einteilung einer gewissen Anzahl Noten, welche in einer bestimmten Zeit gespielt werden sollen“ und „das Verhältnis, nach welchem in der Musik eine Anzahl von Noten in einem gewissen Zeitraum eingeteilt wird“ beschrieben.
Man unterscheidet:
- Einfache Taktarten (Grundtaktarten) – der Zähler ist eine 2 oder 3, in seltenen Fällen auch eine 1 (Beispiele: 2⁄2, 2⁄4 oder 3⁄4, 3⁄8). Die Taktart ist „einfach“, weil es nur eine betonte Zählzeit gibt. Es gibt in solchen Taktarten keine Nebenbetonungen:

betont – unbetont = „Zweiertakt“
betont – unbetont – unbetont = „Dreiertakt“
Einfache Taktarten korrespondieren mit der zwei- bzw. dreisilbigen Metrik der Dichtkunst, wo jede zweite oder jede dritte Silbe betont wird.
- Zusammengesetzte Taktarten – die Takte sind Zusammenfassungen von Zweiergruppen und/oder Dreiergruppen, d. h. der Zähler lässt sich in eine Addition von Zweien und Dreien zerlegen (Beispiele: 4⁄4, 6⁄4, 8⁄4, 4⁄8, 6⁄8, 8⁄8, 9⁄8, aber auch 5⁄4, 7⁄8, 12⁄16). Aufgrund der möglichen Mehrdeutigkeiten beim Untergliedern ist die Betonungsverteilung (Metrik) gelegentlich nicht aus der Taktart ablesbar (z. B. 5⁄8 = 2⁄8 + 3⁄8 oder 3⁄8 + 2⁄8).

Weiter werden unterschieden:
- Gerade Taktarten – bestehend aus einer oder zwei 2er-Gruppen (Beispiele: 2⁄2, 2⁄4, 4⁄4)
- Ungerade Taktarten – bestehend aus 3er-, dazu eventuell auch 2er-Gruppen (Beispiele: 3⁄8, 3⁄4, 6⁄4, 5⁄8, 5⁄4, 6⁄8, 7⁄8)[4][5]

Dreiteilige Taktarten nennt man auch Tripeltakt. Von den ungeraden Taktarten wurden in der klassischen Musik nur die dreiteiligen Taktarten regelmäßig verwendet (z. B. 3⁄1, 3⁄2, 3⁄4, 3⁄8 oder 9⁄8).
Ungerade Taktarten werden oft im Progressive Rock verwendet.

## Wahl der passenden Taktart
Die Wahl einer Taktart ist ein wichtiger Faktor im Kompositionsprozess, vor allem da sie nicht nur Aufschluss über das Grundzeitmaß, sondern auch über Spielstil, Betonung oder Tempo geben kann. Die Wahl der Taktart kann, ganz ähnlich wie bei der Auswahl der Grundtonart eines Stückes, von vielerlei Faktoren abhängen; neben persönlichen Präferenzen, liefern auch Musiktypus, Genre und Gattung ausschlaggebende Gestaltungsvorlagen.
Heute dominiert die Taktart 4⁄4 in Pop, Rock und Jazz. Weitere oft vorkommende Taktarten sind 2⁄4, 3⁄4, 6⁄4, und 6⁄8. Für viele Gattungen gelten vorgegebene Taktarten:
- So stehen Polka, Märsche, Ragtime meist in 2⁄4;
- Walzer, Scherzi, Menuette in 3⁄4;
- Mazurken, Barkarolen, Jigs, Tarantellas in 6⁄8;
- Madrigale, Motetten, Kantaten der Renaissance in 4⁄2 bzw. 3⁄2.

Generell eher schnell-konzipierte, klassische Musik ist dagegen vielfach in 2⁄2 (auch 'alla breve' Takt) geschrieben. Später kamen auch ungleichmäßige Taktarten hinzu, wie etwa 5⁄4 oder 7⁄8, die manchmal im Jazz oder Progressive Rock zu finden sind.
Kompositionen der seriellen Musik (ab der zweiten Hälfte des 20. Jh.) verwendeten oft exotische Taktarten. Beides kann aus kompositionstechnischer Sicht nötig sein (siehe Polymetrik und Polyrhythmik). Teilweise wird hier an die Grenze des praktisch Ausführbaren gestoßen.
Der Nenner der Taktart kann Aufschluss über das erwünschte Tempo einer Komposition geben. So deutet eine 8 manchmal auf ein schnelleres Zeitmaß (wie etwa in Liszts Mephistowaltzer Nr. 1 oder in Balakirevs Islamey, beide in 3⁄8). 6⁄4 deutet ein eher langsames Tempo an, während 6⁄8 ein schnelleres, tänzerisches meint. Eine 2 im Nenner kann auf ein eher langsames Zeitmaß hindeuten (wie in Barbers Adagio for Strings, welches in 4⁄2 steht). Diese Regelung greift allerdings nicht immer, insbesondere nicht für Stücke mit einer 2 im Nenner, die aus der Renaissance stammen oder als 2⁄2 bzw. alla breve notiert sind.

## Auftakt
Als Auftakt bezeichnet man den Beginn einer musikalischen Phrase mit einer oder mehreren, meist unbetonten Noten vor Beginn der ersten – in der Regel betonten – Zählzeit. Im Gegensatz dazu wird im Jazz der Auftakt oft stärker betont als der Haupttakt. In klassischer Zeit betrachtete Jérôme-Joseph de Momigny (1762–1842) den Auftakt bereits als bevorzugtes Element der Phrasierung, indem er ihn betonte. Der Auftakt ist ein unvollständiger Takt, das heißt im Musikstück sind nicht die erforderlichen Grundschläge vorhanden. Der Auftakt ergänzt sich zusammen mit dem Schlusstakt zu einem vollständigen Ganztakt.
In Liedern dient der Auftakt dazu, die sprachliche Betonung und den musikalischen Takt miteinander in Einklang zu bringen. Zahllose Lieder beginnen mit einem Auftakt; in den folgenden Beispielen ist die erste Betonung unterstrichen:
- Das Wandern ist des Müllers Lust (Deutschland)
- Pera stous, pera kambous (Griechenland, Πέρα στους πέρα κάμπους: Prosabetonung auf erster Silbe)
- Alas, my love, you do me wrong (England)
- Petit papa noël (Frankreich)

In der traditionellen europäischen Musik enden ganztaktige Stücke ganztaktig; im Bedarfsfall wird mit Pausen vor der ersten oder nach der letzten Note ergänzt. Ein auftaktiges Stück verkürzt in der Regel den letzten Takt um die Länge des Auftakts.

## Notation

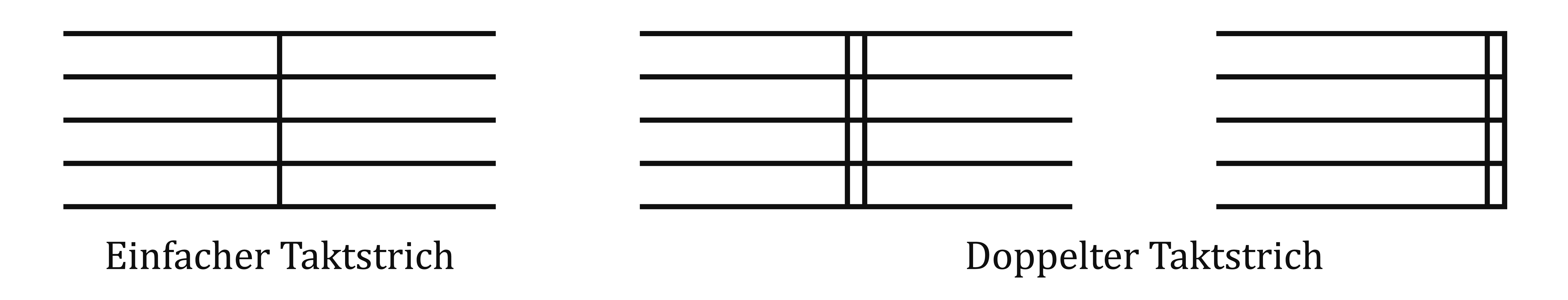
Einfache und doppelte Taktstriche

In der Notenschrift werden die einzelnen Takte durch senkrechte Taktstriche abgegrenzt. Bis gegen Ende des 16. Jahrhunderts wurde Musik meist ohne Taktstriche notiert (siehe auch Mensuralnotation).
Häufig werden die Takte eines Musikstückes im Notenbild durchnummeriert, entweder am Beginn jedes Systems oder nach einer festen Anzahl von Takten (in der Regel zehn oder fünf).

Notation des -Taktes

Die Taktart wird in Form eines Bruches mit Zähler und Nenner, jedoch ohne Bruchstrich geschrieben (siehe Bild für einen 3⁄4-Takt) und steht als Taktangabe am Anfang eines Musikstückes nach Schlüssel und Vorzeichen. Der Nenner legt fest, welcher Notenwert einer Zählzeit entspricht. Der Zähler zeigt die Anzahl der Zählzeiten pro Takt an.
Weiter sind aus der älteren Mensuralnotation die Schreibweisen  für den 4⁄4-Takt sowie  für den 2⁄2-Takt (alla breve) üblich. Damals wurde der dreizeitige oder „perfekte“ Takt, der als Symbol für die trinitarische (dreieinige) Vollkommenheit stand, mit einem Kreis gekennzeichnet, der zweizeitige (unvollkommene oder „imperfekte“) Takt dagegen mit einem Halbkreis.
Bei Taktwechseln wird die neue Taktangabe ins Notensystem geschrieben; oft wird zur zusätzlichen Verdeutlichung davor ein Doppelstrich gesetzt. Werden verschiedene Taktarten in alternierender oder beliebiger Reihenfolge verwendet, so ist es üblich, diese Taktarten einmal hintereinander am Beginn des Notensystems zu notieren und die Taktartwechsel im Stück nicht gesondert anzuzeigen. Ändert sich die Taktart sehr häufig, kann die Taktangabe am Anfang des Systems entfallen.

## Dirigieren
Beim Dirigieren wird der Takt durch Schlagfiguren angezeigt.
Historische Zitate:

„Der Takt ist nichts anders / als eine Bewegung / so geschieht mit der Hand oder einem Stocke.“

„Was ist der Takt? Er ist nach Arithmetischer Abteilung eine gewiese Gleichheit / mit der Hand nieder / und wieder also in die Höche oder aufzuschlagen.“

„Der Tact bestimmet die Zeit, in welcher verschiedene Noten müssen abgespielet werden … Der Tact wird durch das Aufheben und Niederschlagen der Hand angezeiget …“